# Emer Higgins

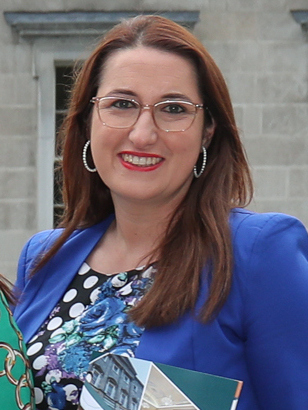
Emer Higgins (2022)

Emer Higgins (* 1986 in Dublin, Irland) ist eine irische Politikerin der Fine Gael (FG).

## Leben
Emer Higgins wuchs in der Dubliner Vorstadt Rathcoole auf. Sie studierte am University College Dublin Wirtschaftswissenschaften und Soziologie. Zwischenzeitlich war sie Mitarbeiterin der Europaabgeordneten Frances Fitzgerald. Sie arbeitete auch bei Paypal.
Higgins wurde 2011 in den South Dublin County Council gewählt. Dort verblieb sie bis 2020. Bei einer Nachwahl zum Dáil Éireann 2019 war sie im Wahlkreis Dublin Mid-West nicht erfolgreich. Bei den Wahlen 2020 war sie dann erfolgreich. 
Am 10. April 2024 wurde sie in der Regierung Harris zur Staatsministerin für Wirtschaft, Beschäftigung und Einzelhandel ernannt. In der Regierung Martin II bekleidet sie seit dem 29. Januar 2025 das Amt der Staatsministerin für Öffentliche Gesundheit und die Drogenbekämpfungsstrategie.